# Алоэ дихотомическое
Алоэ дихотомическое, также Колчанное дерево (лат. Aloidendron dichotomum, syn. Aloe dichotoma), — вид суккулентных растений рода Aloidendron семейства Асфоделовые (Asphodelaceae); до недавнего времени вид входил в род Алоэ (Aloe), однако в 2013 году на основе молекулярных исследований несколько видов, в том числе Aloe dichotoma, были выделены в отдельный род Aloidendron.

## Распространение
Произрастает в Южной и Юго-Западной Африке в пустынных каменистых местах. Вид распространен в ЮАР (Капская провинция) и Намибии.

## Биологическое описание
Древовидное вечнозелёное растение до 9 метров высотой с толстым стволом, в основании достигающим в диаметре одного метра; с возрастом ствол растения становится разветвлённым. В отличие от настоящих деревьев вторичное утолщение у Aloidendron dichotomum происходит за счёт деятельности клеток меристематической зоны, расположенной по периферии ствола, а не за счёт камбия, как у двудольных. Ствол с почти вертикальными довольно длинными беловато-серыми голыми ветвями.

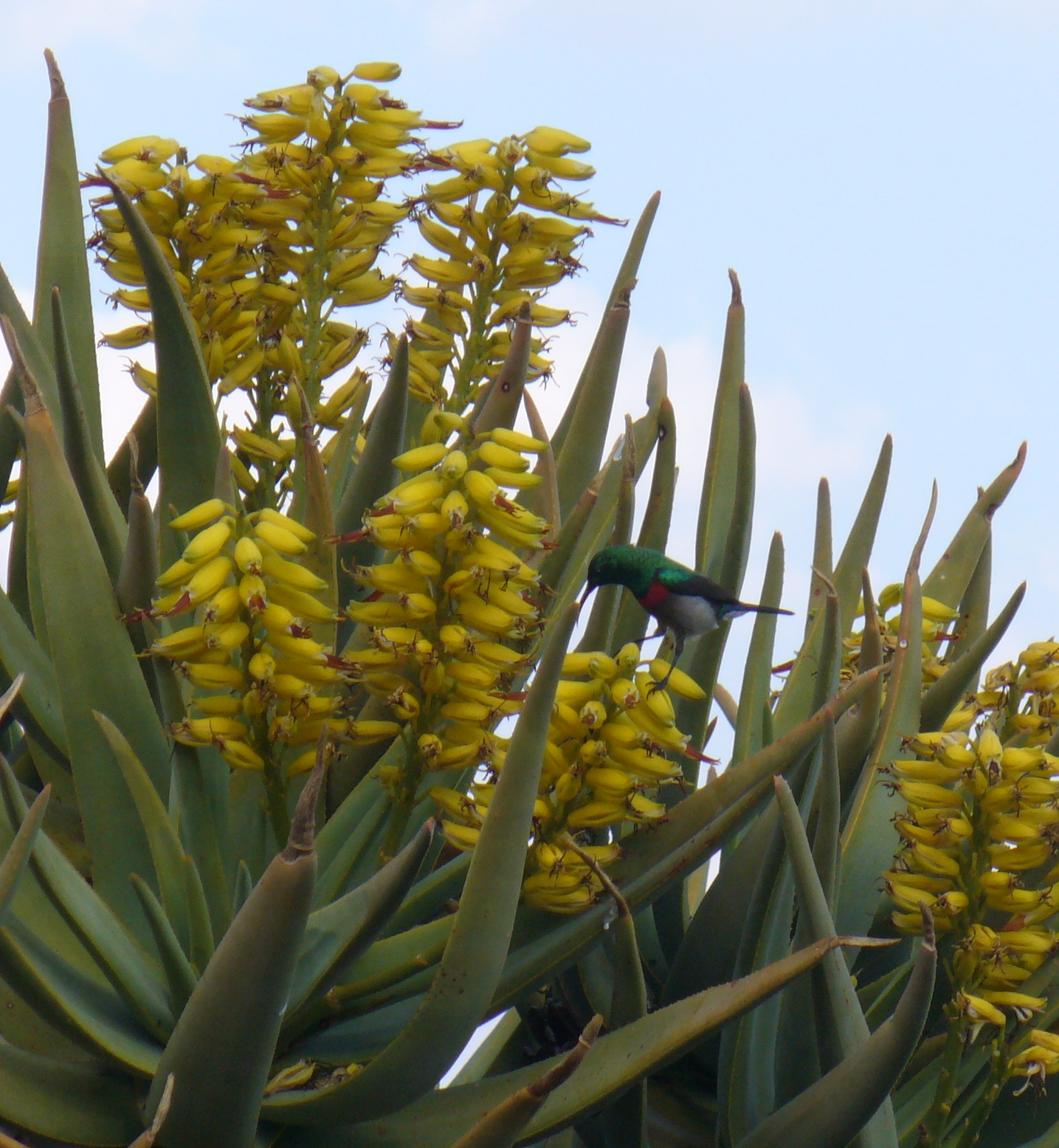
Синегалстучная нектарница (Cinnyris chalybeus) на соцветиях алоэ дихотомического

На концах ветвей — розетки очень толстых листьев и метёлки из нескольких густых лимонно-жёлтых кистей. Листья голубовато-зелёные, линейно-ланцетные, с восковидным налётом и с зубчатым краем (зубцы мелкие восковидные), длиной до 40 см и до 6 см шириной в основании.
Цветонос кистевидный, малоразветвлённый, цветки трубчатые, до 4 см длиной, канареечно-жёлтого цвета.
Для растения свойственны одновременно и орнитофилия, и энтомофилия: нектар, обильно выделяемый цветками, привлекает как мелких птиц-нектарниц, так и пчёл; и те, и другие являются опылителями. Цветущие растения привлекают также и павианов, которые высасывают из цветков нектар, разрывая соцветия.

## Использование
В прошлом бушмены и готтентоты использовали выдолбленные ветви растения в качестве колчанов для стрел, в связи с чем растение и называют «колчанным деревом».

## Таксономия
В 2013 году была произведена переоценка рода Алоэ на основе накопленных данных о монофилетических группах, что привело к предложению узкой концепции включения видов в этот род. В результате был описан новый род под названием Aloidendron, в который было включено несколько видов, включая Aloe dichotoma. Согласно новому подходу, валидным ботаническим названием этого вида является Aloidendron dichotomum (Masson) Klopper & Gideon F.Sm. (первое упоминание — в Phytotaxa 76: 9, 2013), а название Aloe dichotoma сведено в синонимику вида.

### Синонимы
Гомотипные (основанные на одном и том же номенклатурном типе):
- Aloe dichotoma Masson (1776)basionym
- Rhipidodendrum dichotomum (Masson) Willd. (1811)

Гетеротипные (основанные на разных номенклатурных типах):
- Aloe dichotoma var. montana (Schinz) A.Berger (1908)
- Aloe montana  Schinz (1896)
- Aloe ramosa Haw. (1804)